# Гасне пламък (албум)
„Гасне пламък“ е дебютния албум на певицата Райна. Издаден е от Пайнер през 2002 година и включва 16 песни. Най-голям успех постигат „Гасне пламък“, „По-добре“ и „Самодива“

## Песни
1. „Люби ме“
2. „Нямам сили“
3. „Гасне пламък“
4. „Губиш – печелиш“
5. „Топлина“
6. „Наша е нощта“
7. „Самодива“
8. „Вековна земьо“
9. „Тайни“
10. „Не бях ли“
11. „Ей така“
12. „Когато лъжеш любовта“
13. „Кой“
14. „По-добре“
15. „Сладко излъжи“
16. „Говори сърцето“

## Видеоклипове
| Видеоклип     | Премиера | Албум        | Режисьор                    |
| ------------- | -------- | ------------ | --------------------------- |
| Наша е нощта  | 2001     | Гасне пламък | Румен Атанасов/Георги Колев |
| Кой           | 2001     | Гасне пламък | Николай Скерлев             |
| Гасне пламък  | 2001     | Гасне пламък | Румен Атанасов/Георги Колев |
| По-добре      | 2002     | Гасне пламък | Румен Атанасов/Георги Колев |
| Не бях ли     | 2002     | Гасне пламък | Румен Атанасов/Георги Колев |
| Люби ме       | 2002     | Гасне пламък | Румен Атанасов/Георги Колев |
| Вековна земьо | 2002     | Гасне пламък | Румен Атанасов/Георги Колев |
| Нямам сили    | 2002     | Гасне пламък | Румен Атанасов/Георги Колев |

## ТВ Версии
| Видеоклип            | Албум        | Програма                                      |
| -------------------- | ------------ | --------------------------------------------- |
| Наша е нощта         | Гасне пламък | Промоция „Пей сърце“, Промоция „Искам всичко“ |
| Когато лъжеш любовта | Гасне пламък | Карнавал в „Приказките“                       |
| Сладко излъжи        | Гасне пламък | Карнавал в „Приказките“                       |

## Музикални изяви

### Участия в концерти
- Пирин фолк 2001 – изп. „Вековна земьо“
- Златният мустанг 2001 – изп. „Нямам сили“ и „Гасне пламък“
- Откриване телевизия „Планета“ – изп. „Кой“
- Награди на списание „Нов фолк“ за 2001 г. – изп. „Гасне пламък“
- Благотворителен концерт на „Пайнер“ – изп. „По-добре“
- Пирин фолк 2002 – изп. „Самодива“
- 1 година телевизия „Планета“ – изп. „По-добре“